# Chouaib Bouloudinat
Chouaib Bouloudinat est un boxeur algérien né le 8 janvier 1987 à Constantine.

## Carrière
Sa carrière amateur est marquée par une médaille d'argent remportée aux championnats d'Afrique de Yaoundé en 2011 dans catégorie poids lourds. Qualifié pour les Jeux olympiques de Londres en 2012, il est éliminé dès le premier tour par l'argentin Yamil Peralta.

## Palmarès

### Championnats d'Afrique de boxe amateur
- Médaille d'argent en -91 kg en 2011 à Yaoundé, Cameroun

### Jeux méditerranéens
- Médaille de bronze en +91 kg en 2022 à Oran, Algérie

## Référence
1. ↑  (en) Résultats des Jeux olympiques 2012 (amateur-boxing.strefa.pl)